# IRobot
Cet article possède un paronyme, voir I, Robot.
iRobot est une entreprise américaine cotée au NASDAQ spécialisée dans la conception et la vente de robots. Créée par Colin Angle, Helen Greiner et Rodney Brooks en 1990, l'entreprise a été introduite en Bourse au NASDAQ en novembre 2005 sous le nom « IRBT ».

## Histoire
En juillet 2017, iRobot annonce l'acquisition de Robopolis, entreprise lyonnaise qui assurait une grande partie de la distribution de ses produits en Europe, pour 143 millions de dollars.
Le chiffre d'affaires 2018 dépasse le milliard de dollars, en augmentation de 23 % par rapport à l'année précédente.
En août 2022, Amazon annonce vouloir acquérir l’entreprise pour 1,7 milliard de dollars,.
En janvier 2024, Amazon annonce finalement renoncer au rachat d'iRobot n'étant pas certain d'obtenir le feu vert de la Commission européenne. À la suite de cette annonce, iRobot prévoit de supprimer 30 % de ses effectifs (environ 350 postes) et Colin Angle, le PDG fondateur, quitte ses fonctions sans délais.

## Robots militaires

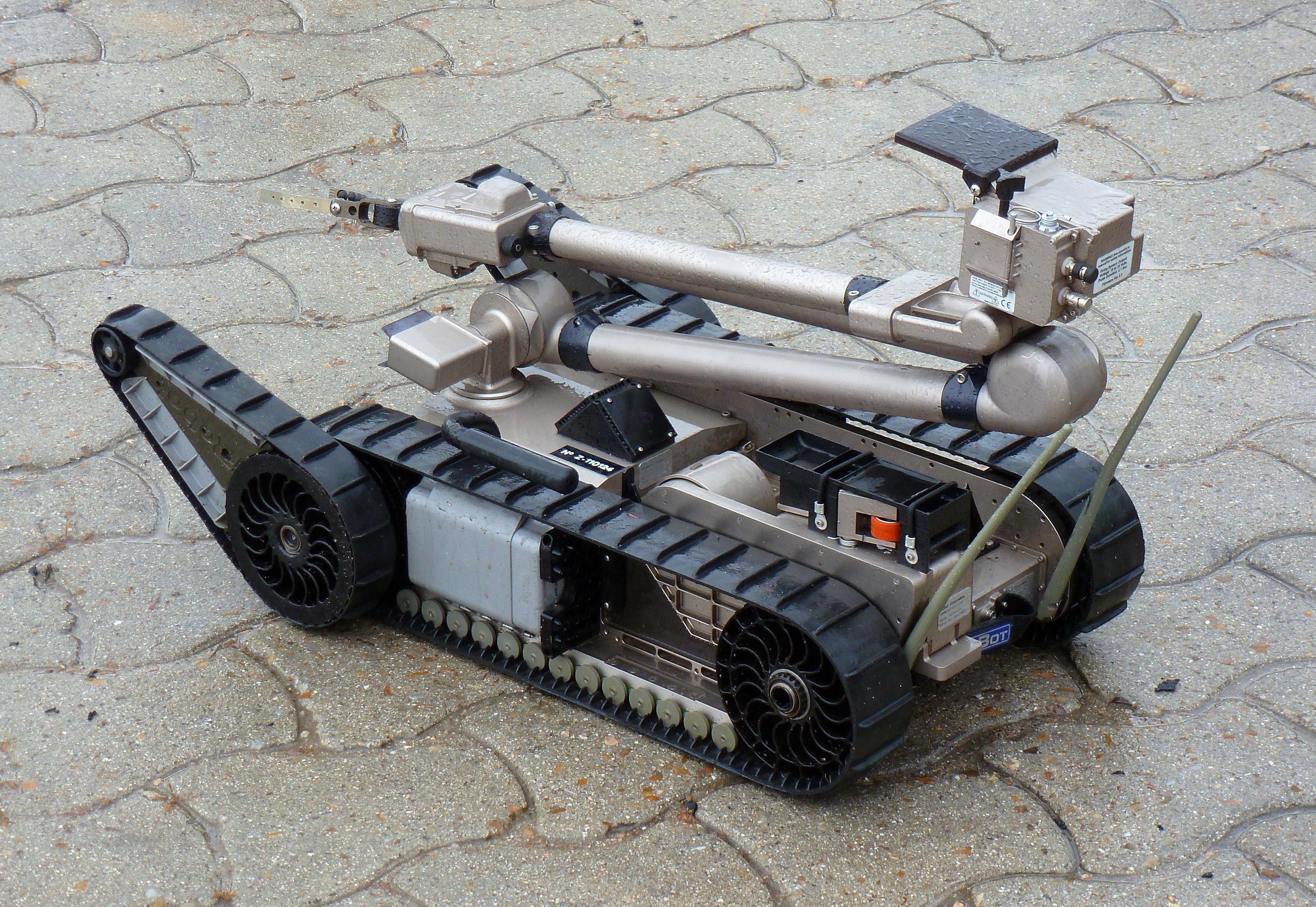
Mini-robot de déminage iRobot PackBot 510 de l'armée espagnole.

iRobot a conçu des robots à des fins militaires, comme le véhicule terrestre sans pilote PackBot, ainsi que des sous-marins sans équipages. Leur objectif est de limiter les pertes humaines. Certains ont été utilisés lors de la guerre d'Irak.
- Genghis, plateforme de test, 1991. Il est maintenant dans le National Air and Space Museum ;
- Ariel, robot démineur, 1996 ;
- PackBot, anti explosif, 2001 ;
- SUGV, plateforme pour le programme Future Combat Systems, 2004 ;
- Warrior (en), déminage et extraction de blessé, 2008 ;
- Seaglider (en), sous-marin, 2008 ;
- Negotiator (en), surveillance, 2008.

## Desrobots domestiques

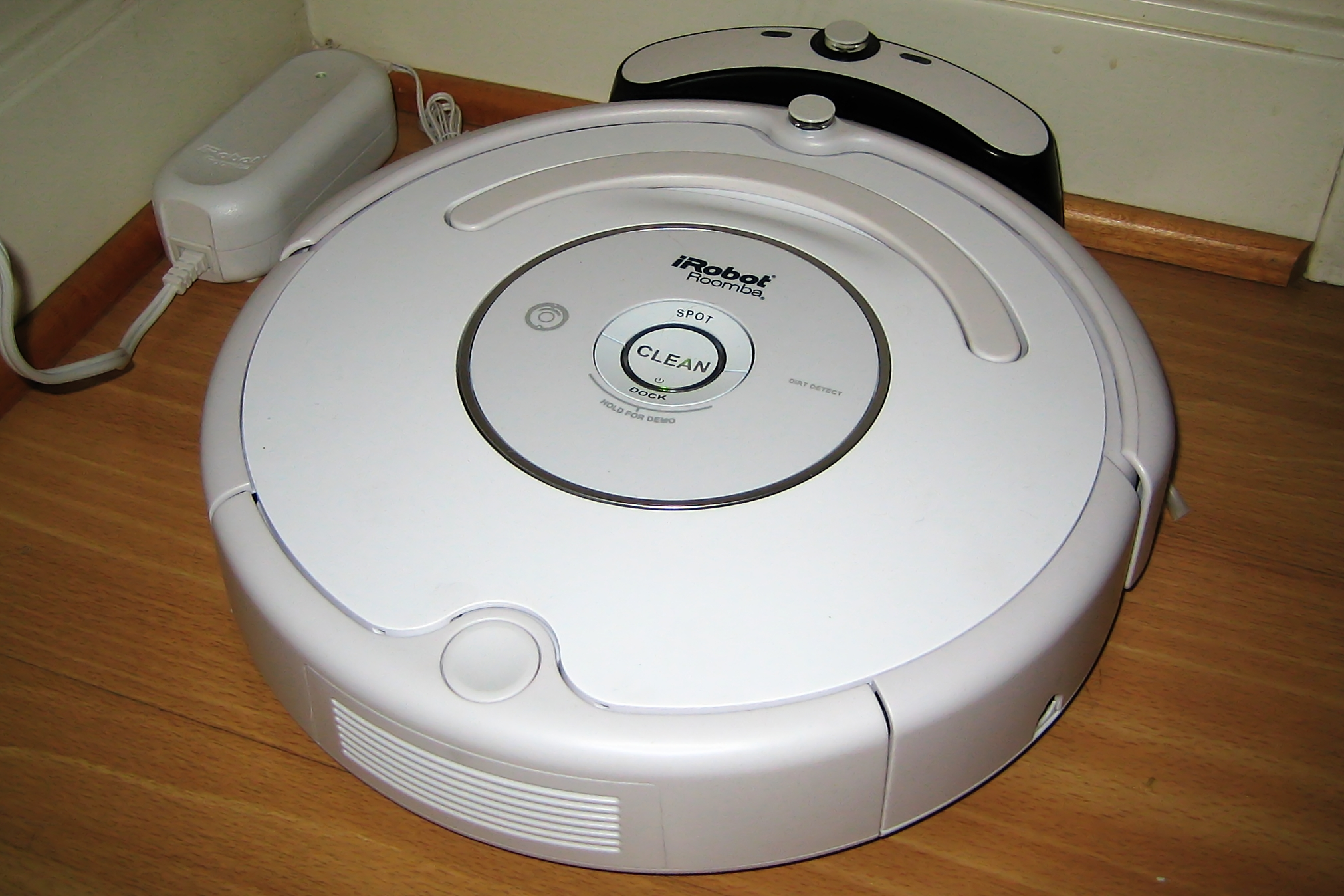
Roomba 530 sur sa base.

La société est principalement connue du grand public pour être le fabricant du robot aspirateur Roomba. Elle fabrique d'autres robots, comme le robot de nettoyage Scooba ou le robot pour nettoyer les gouttières Looj (en).
- My real baby, jouet en forme de poupée, 2000
- Roomba, robot aspirateur, 2002
- Scooba, robot serpillère, 2005
- Dirt dog, robot aspirateur, 2006
- Create, un robot éducatif, 2007
- Verro, robot nettoyeur de piscine, 2007
- Looj, robot nettoyeur de gouttière, 2007
- Roomba i3+, 2021[10]

## Principaux actionnaires
Au 23 mars 2020.
| Primecap Management Co.        | 14,1 % |
| Vanguard Group                 | 10,0 % |
| Credit Suisse Securities       | 5,23 % |
| Pictet Asset Management        | 5,15 % |
| Credit Suisse Asset Management | 4,27 % |
| Global Thematic Partners       | 3,96 % |
| Red Mountain Capital Partners  | 3,63 % |
| Royal Capital Management       | 3,53 % |
| OppenheimerFunds               | 3,19 % |
| Invesco Advisers               | 3,17 % |

## Sources
- Planète Robots, décembre/janvier 2010